# House of Strangers
House of Strangers (bra: Sangue do Meu Sangue) é um filme estadunidense de 1949 do gênero drama, dirigido por Joseph L. Mankiewicz, com roteiro de Phillip Yordan. 
Trata-se da primeira versão cinematográfica da história de Jerome Weidman I'll Never Go There Any More. As outras foram o faroeste Broken Lance, de 1954, e The Big Show, de 1961.

## Elenco
- Edward G. Robinson...Gino Monetti
- Susan Hayward...Irene Bennett
- Richard Conte...Max Monetti
- Luther Adler...Joe Monetti
- Paul Valentine...Pietro Monetti
- Efrem Zimbalist, Jr....Tony
- Debra Paget...Maria Domenico
- Hope Emerson...Helena Domenico

## Sinopse
Gino Monetti é um rude imigrante italiano que vive em Nova Iorque e enriqueceu ao fundar um banco de empréstimos para seus compatriotas. Ele adora seu filho caçula Max, que se formou advogado. Mas despreza seus outros filhos, que trabalham como empregados no banco. Ao ignorar a lei bancária que coibe a agiotagem, Gino perde o banco e Max vai para a cadeia por tentar subornar uma testemunha em favor do pai. Os três outros irmãos fazem um acordo e fundam um novo banco, dentro da lei. Mas deixam o pai de lado, que não os perdoa e quer que Max se vingue deles quando sair da prisão.